# Magyar Társadalomtudományok Digitális Archívuma
A Magyar Társadalomtudományok Digitális Archívuma (röviden: MTDA) digitális könyvtár, melynek célja a 19–20. századi magyar társadalomtudomány és határterületeinek feltárása. A projekt azon 21. századi alapelv alapján létesült, hogy a keresett információ megszerzése ne vegyen igénybe több időt, mint az elolvasása. Erre szolgál az e-könyv és az azt szolgáltató internetes e-könyvtár. A projekt 2003-ban magánkezdeményezésként indult, saját finanszírozásban működik. Fenntartója, kezelője dr. Reisz László.
Az archívumban azok munkái szerepelnek, akik az adott korszak (társadalomtudományi) gondolkodásának neves képviselői; kordokumentumok, melyek annak valamely szellemi irányzatát markánsan képviselik; egyes külföldi szerzők munkái, melyek közvetve vagy közvetlenül hatással voltak a magyar társadalomtudományra.

## A projekt részei
1. Könyvek: évi 200–220 könyvnyi – 60 000 oldal – terjedelemmel bővül. Jelenlegi könyvállománya meghaladja a 3000 könyvet (2018 októberében).
2. Folyóiratok: a projekt keretében jelenleg 10 folyóirat teljes anyaga érhető el, csaknem 40000 oldal terjedelemben. Kiemelkedik ezek közül a „Huszadik Század” , a „Magyar Társadalomtudományi Szemle” és a „Szabadgondolat” állománya, de rendkívül népszerűek a magyar feminizmus klasszikusainak tekinthető „A Nő és a társadalom” ill. „A nő” című lapok is. A jobb kereshetőség érdekében a könyvek 35 tematikus csoport szerint is kereshetők.
  - E-repertóriumok. A lapok jobb kutathatósága érdekében folyamatosan készülnek repertóriumaik is. Jelenleg „A nő és a társadalom, „A nő”, a „Magyar Társadalomtudományi Szemle” a „Szegényügy”, Ipari Jogvédelem, Szociálpolitikai Szemle, és a Szociális Szemle feldolgozásai érhetőek el a projekt Cikkarchívumában.
3. CIKKA. Ez az MTDA cikkadatbázisa, melyben a folyóiratok anyaga lelőhelyüktől függetlenül a szerzők betűrendjében érhetők el. Előbbiekhez hasonlóan ez is folyamatosan bővül, jelenleg 1079 cikket tartalmaz.
4. Magyar nemzeti gondolkodók: a projektben több művel is szereplő írók/közéleti személyiségek tematikus csoportosítása.
5. Külföldi klasszikusok: válogatás a magyar társadalomtudományi gondolkodásra közvetve vagy közvetlenül hatással bíró külföldi klasszikusok műveiből.
6. Feminista képtár (válogatás a korszak neves magyar és külföldi feministáinak arcképeiből).
7. Szociofotók (válogatás „A Nő” anyagából).
8. Adatbázisok.
9. Fényes Elek: Magyarországnak s a hozzá kapcsolt tartományoknak mostani állapotja statistikai és geographiai tekintetben, I-VI. (Pest, 1836-1840) A mű egyike a legelső községsoros ismertetőknek, mely mind a statisztika, mind a leíró statisztika alapművének tekinthető.
10. A 19. század 80-as éveit bemutató integrált adatgyűjtés, mely három korabeli forrást olvaszt egybe:
  1. A magyar korona országaiban az 1881. év elején végrehajtott népszámlálás eredményei Bp. 1882. A statisztikai hivatal által végrehajtott népszámlálás a mai napig páratlan adatforrása a dualizmusra vonatkozó kutatásoknak. Ez a népszámlálás az első, amely a teljes – történeti – Magyarországra vonatkozóan közölt adatokat községsoros bontásban a lakosság etnikai, felekezeti összetételéről, a kor településstruktúrájáról és az írni-olvasni tudók számáról.
  2. Magyarország helységnévtára Bp. 1885. A népszámlálási községsoros adatokat kibővítettük az adott települések infrastrukturális jellemzőire és gazdasági helyzetére vonatkozó információkkal – vasútállomás, távírda, posta — illetve pénzintézetek – bankok, takarékszövetkezetek — s tőkéjük feltüntetésével.
  3. A Vargha Gyula szerkesztette Magyarország egyletei és társulatai 1878-ban c. kiadvány anyaga, – egyletek, egyleti tagok száma – amely az akkori Magyarország 4004 egyesületének jellemzőit regisztrálta.

## Technikai jellemzők
A projekt legtöbb esetben törekszik az eredeti kiadvány struktúrájának (sor- és oldaltörés) hű megőrzésére. Erre az oldalszámok, nyomtatott változatra utaló hivatkozások követhetősége miatt van szükség. A szkennelt művek karakterfelismerés és korrektúrázást követően teljes körűen kereshető/szerkeszthető formában kerülnek a portálra. Kevés kivételtől eltekintve a projekt állománya PDF formátumú.

## Használata
Az MTDA nonprofit alapon működik, célja az e-olvasás, és a digitális kultúra terjesztése. A portál összes anyaga ingyenesen tölthető le, a forrás megjelölésével magánszemélyek azokat szabadon használhatják. A jogkövető magatartást fontosnak tartja, s ezért a portálon lehetőleg – ám nem kizárólag – a szerzői jog által már nem védett tartalmat tesz elérhetővé. Jogtulajdonos megalapozott kérésére a vitatott állomány elérhetőségét megszünteti.

## Statisztika
A projekt látogatottsága dinamikusan nő, jelenleg 120-130 000 böngésző/év az adat. Rendszeresen látogatják 106 országból: a környező országokon kívül Amerika, Anglia, Francia- Spanyolország, Dánia, Belgium és Ausztrália a leggyakrabban, de több ízben keresték fel Japánból, Mexikóból, Srí Lankáról, Törökországból, Kínából, Izraelből vagy éppenséggel az Egyesült Arab Emirátusokból.
Publikus terjedelme megközelíti az 1 millió oldalt (2018 októberében).2018 októberében a az oldalt meglátogatásainak száma egymillió fölé emelkedett.